# حصار باريس
حصار باريس ، والذي استمر من 19 سبتمبر ، 1870 -- 28 يناير ، 1871، والناجم عن هزيمة فرنسا في الحرب الفرنسية البروسية وأدى إلى إنشاء الإمبراطورية الألمانية.
في مطلع آب / أغسطس 1870 توجه الجيش البروسي بقيادة ولي العهد (الإمبراطور في المستقبل) فريدريك الثالث باتجاه باريس، لكنه أشار إلى التعامل مع القوات الفرنسية بقيادة نابليون الثالث بنفسه، سحقت هذه القوى في معركة سيدان ، وترك الباب إلى باريس مفتوحا. بقيادة القوات البروسية من قبل فيلهلم الأول شخصيا ومعه رئيس هيئة الاركان هيلموت فون مولتكه، بصحبة الجيش البروسي الجديد الأمير ألبرت ساكس وساروا إلى باريس من دون مقاومة. في باريس الحاكم والقائد العام للدفاعات المدينة العام لويس تروش جول، جمعت قوة من الجنود النظاميين الذين تمكنوا من الهرب من معركة سيدان تحت يادة فينوي، بالإضافة إلى الحرس الوطني وفرقة من البحارة التي بلغ مجموعها حوالي 400,000.